# Metazygia nigrocincta
Metazygia nigrocincta là một loài nhện trong họ Araneidae.
Loài này thuộc chi Metazygia. Metazygia nigrocincta được Frederick Octavius Pickard-Cambridge miêu tả năm 1904.